# حمد بن صراي
حمد بن محمد بن جمعة بن صراي (1963م، رأس الخيمة) مؤرّخ إماراتي، وأستاذ جامعي، وباحث في التراث، ومستشار ثقافي، وعضو في العديد من الجمعيّات المتخصّصة في التاريخ، والآثار، والتراث. له 37 كتاباً منشوراً، ترجم بعضها إلى اللغات الأجنبية، وأكثر من 50 بحثاً علميّاً في مؤتمرات عالميّة وعربيّة. وهو رئيس تحرير مجلّة بشت الفنون، ومجلّة دراسات، وعضو استشاري لعدد من المجلّات والدوريّات العربيّة المعنيّة بالتراث والتاريخ

## حياته
تخرّج من قسم التاريخ والاّثار في جامعة الإمارات العربية المتحدة في عام 1986 بكالوريوس آداب، وانتسب معيداً في الجامعة نفسها في 1 نوفمبر 1986، تحصّل على شهادة الماجستير من جامعة مانشستر في تاريخ الخليج العربي القديم واللغات السامية في عام 1991، ثم شهادة الدكتوراة من الجامعة نفسها في أكتوبر 1993، تحت إشراف البروفيسور جون هيلي.

## المسيرة المهنية
- معيد بقسم التّاريخ والآثار – كلية العلوم الإنسانيّة والاجتماعيّة- جامعة الإمارات العربيّة المتّحدة، 1993 - 1986.
- أستاذ مساعد بقسم التّاريخ والآثار – كلية العلوم الإنسانيّة والاجتماعيّة- جامعة الإمارات العربيّة المتّحدة، 2005 - 1993.

- يعمل حاليا أستاذ التّاريخ والتراث في قسم التّاريخ والآثار بكُلّيّة العلوم الإنسانيّة والاجتماعيّة، جامعة الإمارات العربيّة المتّحدة.

### أعمال إداريّة سابقة
- المستشار الثقافي لللشّيخ خالد بن صقر القاسمي، ولي عهد ونائب حاكم رأس الخيمة الأسبق: مِن 12 أكتوبر 1995 إلى 14 يونيو 2003.
- رئيس قسم التّاريخ في العام الجامعي 2006/2005.
- رئيس قسم التّاريخ والآثار في الفصل الدّراسي الثّاني للعام الجامعي: 2009/2010.
- نائب رئيس مجلس إدارة جمعيّة التّاريخ والآثار بدول مجلس التعاون لدول الخليج العربيّة – الرّياض، (2008-2011)
- رئيس مجلس إدارة جمعيّة التّاريخ والآثار بدول مجلس التعاون لدول الخليج العربيّة – الرّياض، (2011-2013)

## الكتب
1. معالم التّاريخ اليوناني والرّوماني، مركز الخليج للكتب، دبي، (طباعة مطبعة رأس الخيمة الوطنيّة)، رأس الخيمة، 1998.[14][15][16][17]
2. تاريخ شبه الجزيرة العربيّة القديم، مركز الخليج للكتب، دبي (طباعة مطبعة رأس الخيمة الوطنيّة)، رأس الخيمة، 1998.[18]
3. الإبل في بلاد الشّرق الأدنى القديم وشبه الجزيرة العربيّة: تاريخيّاً – آثاريّاً- أدبيّاً، الرّياض، سلسلة بحوث الجمعيّة التّاريخيّة السّعوديّة، الإصدار الثّالث، مايو 1999. وأعيد طباعة هذا الكتاب بطبعة جديدة ومنقحة ومزيدة ضمن إصدارات المجمع الثقافي بأبو ظبي، 2011.[19]
4. منطقة الخليج العربي مِن القرن الثّالث قبل الميلاد إلى القرنين الأوّل والثّاني الميلاديّين، مع التّركيز على النّشاطات التّجاريّة بين تدمر وميسان ومنطقة الخليج، (المجمّع الثّقافي)، أبو ظبي 2000، وهذا الكتاب في الأصل هو أطروحة الدّكتوراه.[13][20]
5. المُعجم الجامع لما صُرح به أو أُبهم في القرآن الكريم مِن المواضع، بالاشتراك مع الدّكتور يوسف محمّد الشّامسي، (مركز زايد للتّراث والتّاريخ)، العين، 2000.[21]
6. اليهود والخليج العربي: رؤية تاريخيّة نقديّة، حوليّات الآداب والعلوم الإنسانيّة بجامعة الكويت، حوليّة: 21، الرسالة الـ164، 2001-2000.[22]
7. عملات ما قبل الإسلام المكتشفة في شرقي شبه الجزيرة العربيّة ودلائلها الشّخصيّة والدّينيّة والسّياسيّة والاقتصاديّة، (ندوة الثقافة والعلوم)، دبي، 2003.[23]
8. المدافع القديمة في دولة الإمارات العربيّة المتّحدة، (إشراف وتحرير)، القيادة العامة للقوات المسلحة)، أبو ظبي، 2004.[24]
9. عُمان مِن القرن الثّالث قبل الميلاد إلى القرن السّابع الميلادي، (مكتبة الفلاح)، العين/الكويت، 2005.[25]
10. العلاقات الحضاريّة بين منطقة الخليج العربي وشبه القارة الهندية وجنوبي شرق آسيا: مِن القرن الثّالث قبل الميلاد إلى القرن السّابع الميلادي، (سلسلة بحوث الجمعيّة التّاريخيّة السّعوديّة، الإصدار: 20)، الرّياض، 2006.[26]
11. الفرس ومنطقة الخليج العربي مِن القرن الخامس ق.م. إلى القرن السّابع م. (إتّحاد أدباء وكتّاب الإمارات)، الشّارقة، 2007.[27]
12. الوجود النّصراني في المدينة قبل الإسلام وفي العهد النّبوي، (هيئة الثقافة والتّراث)، أبو ظبي، 2009.[28]
13. العلاقات الحضاريّة بين شبه الجزيرة العربيّة والسّاحل الشّرقي لأفريقيا: مِن القرن الثّالث قبل الميلاد إلى القرن السّابع الميلادي، (سلسلة كتاب الأبحاث - مركز الدّراسات والوثائق، 20)، رأس الخيمة، 2009.[29]
14. التّاريخ القديم لمنطقة الخليج العربي في مؤلّفات المؤرّخ جواد علي، (إصدارات اتحاد كتّاب وأدباء الإمارات بالشّارقة)، 2011. وقد تُرجم هذا الكتاب إلى اللغة الفرنسيّة، وصدرت الترجمة عام 2018، ثم إلى البرتغاليّة/البرازيليّة وصدرت الترجمة عام 2018 أيضاً. ثم إلى اللغات الهنديّة والإيطاليّة والروسية والإسبانية وصدرت هذه الترجمات عام 2019.[30]
15. منطقة الخليج العربي بين فارس بيزنطة رؤية تاريخيّة للسّياسة الدّوليّة القديمة بين القرنين الثّالث والسّابع الميلاديّين، (إصدارات اتحاد كتّاب وأدباء الإمارات بالشّارقة)، 2013.[31][32][33]
16. ترجمة كتاب: Haerinck, E., Excavations at ed-Dur (Umm al-Qaiwain, U.A.E.), Vol. II: The Tombs, (The University of Ghent, South-East Arabian Archaeological Project), Leuven, 2001. من إصدارات مركز الشارقة للبحوث، الشارقة، 2015.[34]
17. قراءة في كتاب الأصنام لابن الكلبي، ضمن إصدارات إتّحاد كتّاب وأدباء الإمارات، الشارقة، 2015.[35]
18. دراسة العملات السّاسانيّة في متحف الفجيرة الوطني بالاستراك مع الدكتورة فيستا كورتيس من قسم العملات والميداليات في المتحف البريطاني بلندن، (إصدارات اتحاد كتّاب وأدباء الإمارات بالشّارقة)، 2016.[36]
19. جنوب شرقيّ شبه الجزيرة العربيّة في فترة ما قبل الإسلام من خلال المصادر العربيّة الإسلاميّة: رؤية نقديّة تحليليّة، (هيئة السياحة والثقافة)، أبوظبي، 2017.[37]
20. معبودات العرب قبل الإسلام من خلال الأسماء الشّخصيّة، (هيئة السياحة والثقافة)، أبوظبي، 2017.[38]
21. أحمد راشد ثاني رحمه الله بين التّاريخ والتّراث: رؤية نقديّة، (إصدارات اتحاد كتّاب وأدباء الإمارات بالشّارقة)، 2017.[39][40]
22. أريانوس والجزيرة العربية: حملات الإسكندر والهند، تعليق: حمد بن محمّد بن صراي، ترجمة: السّيّد جاد، إشراف وتحرير: عبد الله بن عبد الرحمن العبدالجبّار، (الجزيرة العربيّة في المصادر الكلاسيكيّة، 357)، دارة الملك عبد العزيز، الرياض، 2017.[41]
23. الطّواف حول البحر الإرِيثري والجزيرة العربية، تعليق: حمد بن محمّد بن صراي، ترجمة: السّيّد جاد، إشراف وتحرير: عبد الله بن عبد الرحمن العبدالجبّار، (الجزيرة العربيّة في المصادر الكلاسيكيّة، 363)، دارة الملك عبد العزيز، الرياض، 2017.[42]
24. مقتطفات النّصوص الشِّعريّة اللاتينيّة الثّانويّة عن الجزيرة العربية، تعليق: حمد بن محمّد بن صراي، ترجمة: السّيّد جاد، إشراف وتحرير: عبد الله بن عبد الرحمن العبدالجبّار، (الجزيرة العربيّة في المصادر الكلاسيكيّة، 370)، دارة الملك عبد العزيز، الرياض، 2017.[43]
25. التدمريون في الآفاق الفسيحة: رحلات التدمريين بين البوادي والمواني والبحار العوالي، من إصدارات دار نبطي للنّشر بالتعاون مع مجموعة أبوظبي للثقافة والفنون، أبوظبي، 2018.[13][44]
26. أبراج رأس الخيمة Towers of Ras Alkahiamh، تأليف: الدّكتور دريك كنت (Dr Derek Kennet) رسوم وصور توضيحيّة: الأستاذ ديڤِد كونّولّي (David Connolly) ترجمة: الأستاذة حنان سالم عبد الله فدعق الهاشمي، مراجعة وتقديم وتعليق: الدكتور حمد بن محمد بن صراي. ونُشر من قِبل دار مداد، دبي، 2018.[45]
27. ترجمة لكتاب: E. Haerinck, A Temple of the Sun-God Shamash and other Occupational Remains at ed-Dur (Emirate of Umm al-Qaiwain, UAE), (The University of Ghent, South-East Arabian Archaeological Project. Excavations at ed-Dur (Umm al-Qaiwain, United Arab Emirates, vol. III, Leuven, 2011 مع الأستاذة حنان عبد الله سالم الهاشمي. صدر ضمن منشورات هيئة الشارقة للوثائق والأرشيف، الشارقة، 2018.[46]
28. معجم المصطلحات العمرانيّة في التراث الإماراتي، بالاشتراك مع الأستاذ علي بن أحمد المغنّي، معهد الشارقة للتراث، 2019.[47]
29. دراسة تاريخيّة حول مجموعة من المسكوكات من متحف الشارقة للآثار، صدر ضمن منشورات هيئة الشارقة للوثائق والأرشيف، الشارقة، 2019.[48]
30. جوازات إمارة رأس الخيمة القديمة: حديثاً في الذّاكرة، وحياةً في التّاريخ، (دائرة الآثار والمتاحف)، رأس الخيمة، 2020.[49][50]
31. معجم الأدوات في التراث الإماراتي، بالإشتراك مع الأستاذ علي المغنّي، (معهد الشارقة للتراث)، الشارقة، 2020.[51]
32. عبد الجليل السّعد: مجموعة كتّاب في رجل واحد، (معهد الشارقة للتراث)، الشارقة، 2020.[52]
33. اليازرة: دراسة في الأداء الفنّيّ، والعمل الحِرفي، والمِهَني التّقليديّ في دولة الإمارات العربية المتحدة، بالاشتراك مع الأستاذ عبد الله بن خلفان الهامور، معهد الشارقة للتراث، 2021.[53][54][55][56][57]
34. مريم جمعة فرج: سدرة السّرْد الإماراتي ونثّارة الخير وبذّارة التميّز، دار مداد للطباعة والنّشر، دبي، 2021.[58]
35. الستارة: عقدان من التاريخ المسرحي لإمارة راس الخيمة، دار قهوة للنّشر، دبي، 2021.[59]
36. رائدات في الحياة والمجتمع. 2021.
37. علي أبو الريش في دروب الحياة ومسالك الأدب. 2022.[60]
38. مقالات في الفنون والتراث. 2022.
39. معجم الحياة الإقتصادية في التراث الإماراتي. 2022.[61]
40. مقالات في تاريخ الخليج والإمارات. 2022.
41. تحفة الجلاس في أخبار الأسفار وحكايات الناس. 2022.
42. التراث البحري في الإمارات: بين الكتاب المسطور والحدث المنظور. 2022.[62]
43. الحاج عبد الله وليمسن: بين حكايات سيرته وبين وثائق مسيرته. 2022.[63]

## الإشراف على مداخل التّاريخ القديم فيالموسوعة العمانيّة
إضافة إلى كتابة المقالات القصيرة التّالية في الموسوعة نفسها:
- ”مصـادر دراسة تاريـخ عمـان القديـم“.
- ”حضارة ماجان“.[12]
- ”عمان وماجان“.[12]
- ”العلاقات الحضاريّة لماجان مع بلاد الرّافدين“.[12]
- ”سقوط حضارة ماجان“.[12]
- ”عمان وبلاد فارس“.
- ”جبل حفيت“.
- ”حقبة حفيت“.
- ”جزيرة أمّ النار“.
- ”هيلي“.
- ”عمان في الألف الأوّل ق.م. والعصر الحديدي“.
- ”المواقع والمستوطنات والدّلائل الأثريّة في شبه الجزيرة العمانيّة العائدة للألف الأوّل ق.م. والعصر الحديدي“.
- ”عمان وبلاد الرّافدين خلال الألف الأوّل ق.م. والعصر الحديدي“.
- ”شبه الجزيرة العمانيّة مِن القرن الثّالث ق.م. إلى القرن الثّاني الميلادي وحضارة عمانا“.
- ”الدِّين والحياة الثقافيّة في حضارة عمانا“.
- ”الديانتان اليهودية والنّصرانية في إقليم عمان قبل الإسلام“.

إضافة إلى ترجمة المقالات القصيرة التّالية في الموسوعة العمانيّة مِن اللّغة الإنجليزيّة إلى اللّغة العربيّة:
- ”تاريخ وآثار ظفار“، الكاتب: أ.د. جوريس زارينس.
- ”المجتمع العماني في الفترة الممتدّة مِن القرن الثّالث ق.م. إلى القرن الثّاني الميلادي“، الكاتب: د. ميشيل موتون.
- ”الأنشطة التّجاريّة في شبه الجزيرة العمانيّة في الفترة الممتدّة مِن القرن الثّالث ق.م. إلى القرن الثّاني الميلادي: الزّراعة - صيد الأسماك والصّيد البرّي– الرّعي“، الكاتب: د. ميشيل موتون.
- ”المواقع والدّلائل الأثريّة في شبه الجزيرة العمانيّة العائدة للفترة الممتدّة مِن القرن الثّالث ق.م. إلى القرن الثّاني الميلادي“، الكاتب: د. ميشيل موتون.
- ”النّقوش الآراميّة في شبه الجزيرة العمانيّة“، الكاتب أ.د. جون ف. هيلي.

إضافة إلى تحرير ومراجعة المقالات القصيرة التّالية في الموسوعة العمانيّة:
- ”العلاقات الحضاريّة لماجان مع ديلمون“، الكاتب: أ.د. حسن السعدي.[12]
- ”الإسكندر المقدوني“، الكاتب: أ.د. أبو اليسر عبد العظيم فرح، رحمه الله.
- ”السّلوقيّون“، الكاتب: أ.د. أبو اليسر عبد العظيم فرح، رحمه الله.
- ”النّقوش والكتابات القديمة: السّبئيّة أو خطّ المسند“، الكاتب: أ. عيسى عبّاس.
- ”النّاحية الثّقافية: الأديان - الأدب – الشّعر في عمان بين القرنين الثّالث والسّابع الميلاديّيْن“، الكاتب: الأستاذ أحمد محمّد عبيد.
- ”الپارثيّون“، الكاتب: الأستاذة زهرة القايدي.
- ”شبه الجزيرة العمانيّة بين القرنين الثّاني والسّابع الميلاديّيْن“، الكاتب: الأستاذة زهرة القايدي.
- ”المجتمع العماني وهجرة القبائل العربيّة إلى إقليم عمان“، الكاتب: الأستاذة زهرة القايدي.
- ”السّاسانيّون وعمان“، الكاتب: الأستاذة زهرة القايدي.
- ”الوحدة الحضاريّة في شبه الجزيرة العمانيّة في العصور القديمة“، الكاتب: د. صباح جاسم.
- ”حضارة وآثار الألف الخامس ق.م. في شبه الجزيرة العمانيّة“، الكاتب: د. صباح جاسم.
- ”حضارة وآثار الألف الرابع ق.م. في شبه الجزيرة العمانيّة“، الكاتب: د. صباح جاسم.
- ”العصر البرونزوي المبكّر في شبه جزيرة عمان والعلاقات الخارجيّة“، الكاتب: د. صباح جاسم.
- ”وادي سوق وبقيّة المواقع والمستوطنات والدّلائل الآثاريّة“، الكاتب: د. صباح جاسم.
- ”الحياة الاقتصاديّة في حضارة عمانا (مِن القرن 3 ق.م. إلى القرن 2 م.): النّاحية التّجاريّة: الطّرق البرّيّة والبحريّة - السّلع والبضائع - المنتجات المحليّة – العملات“، الكاتب: د. زياد السّلامين.
- ”الحياة الاقتصاديّة في حضارة عمانا (مِن القرن 3 ق.م. إلى القرن 2 م.): النّاحية الصّناعيّة“، الكاتب: د. زياد السّلامين.
- ”شبه الجزيرة العمانيّة والتّواصل مع العالم الخارجي بين القرن الأوّل ق.م. والقرن الثّاني الميلادي“، الكاتب: د. زياد السّلامين.
- ”شبه الجزيرة العمانيّة وعلاقاتها مع المناطق المجاورة خلال الألف الثّاني قبل الميلاد“، الكاتب: أ.د. حسن السّعدي.
- ”مدخل لتاريخ وحضارة شبه جزيرة عمان في الألف الثّاني قبل الميلاد“، الكاتب: أ.د. حسن السّعدي.
- ”التّجارة والأسواق والعلاقات الخارجيّة لإقليم عمان في الفترة مِن القرن الرّابع إلى القرن السّابع الميلاديّين“، الكاتب د. فهد العبري العتيبي.
- ”الحواضر الكبرى لشبه الجزيرة العمانيّة بين القرنين الثّالث والسّابع الميلاديّيْن: جلفار - دبا - صحار – قلهات“، الكاتب د. فهد العبري العتيبي.
- ”الحدود الجغرافيّة والطّبيعيّة التّضاريسيّة لشبه الجزيرة العمانيّة وجغرافيّتها التّاريخيّة القديمة“، الكاتب: أ.د. محمد مرعي.

## هيئات تحرير مجلّات علميّة
- رئيس هيئة تحرير مجلّة دراسات، إتّحاد كتّاب وأدباء الإمارات، الشّارقة من 2015 إلى الآن.
- رئيس هيئة تحرير مجلّة بشت الفنون، الصادرة من مسرح رأس الخيمة الوطني، من 2017 إلى الآن.
- عضو الهيئة الاستشاريّة لمجلّة دِلمون في البحرين.
- عضو الهيئة الاستشاريّة لمجلّة الموروث الشعبي (معهد الشارقة للتراث).
- عضو الهيئة الاستشارية لمجلّة الفن والتّراث الشعبي برأس الخيمة (نخيل): 1996-.

## التمثيل الخارجي لدولة الإمارات العربيّة المتّحدة
- تمثيل حكومة رأس الخيمة في ندوة جامعة الدول العربيّة عن جزر الإمارات المحتلة: طنب الكبرى وطنب الصغرى وأبو موسى في 23 مايو 1995.
- تمثيل حكومة رأس الخيمة في احتفالات المملكة العربيّة السّعوديّة بمرور مائة على دخول الملك عبد العزيز آل سعود الرّياض، في يناير 1999.
- تمثيل الدّولة في مؤتمر اليونسكو الذي عقد في بيروت في الفترة مِن 10 إلى 14 مايو 1999، وكان التّرشيح مِن قبل الدائرة الثقافية بوزارة الإعلام والثقافة.
- تمثيل الدّولة في مؤتمر الثقافة الشعبية العربيّة – اللبنانية الذي عقد في بيروت في الفترة مِن 21 إلى 24 يوليو 1999، وكان التّرشيح مِن قبل الدائرة الثقافية بوزارة الإعلام والثقافة، وقد قدّمتُ ورقة بعنوان: ”جمعيات الفنون الشّعبيّة في دولة الإمارات العربيّة المتّحدة ودورها في إحياء التّراث الشعبي“.
- تمثيل الدّولة في مؤتمر المخططين الثقافيين في الوطن العربي – بغداد 8-11 أكتوبر 2000.
- تمثيل الدّولة في ندوة ذاكرة العالم التي عقدها مكتب اليونسكو الإقليمي في قطر بالتّعاون مع اللّجنة الوطنيّة القطريّة للتّربية والثقافة والعلوم في الدّوحة 4 - 5 فبراير 2001، وكان التّرشيح مِن قِبل وزارة الإعلام والثّقافة.